# Knielinger Kirche

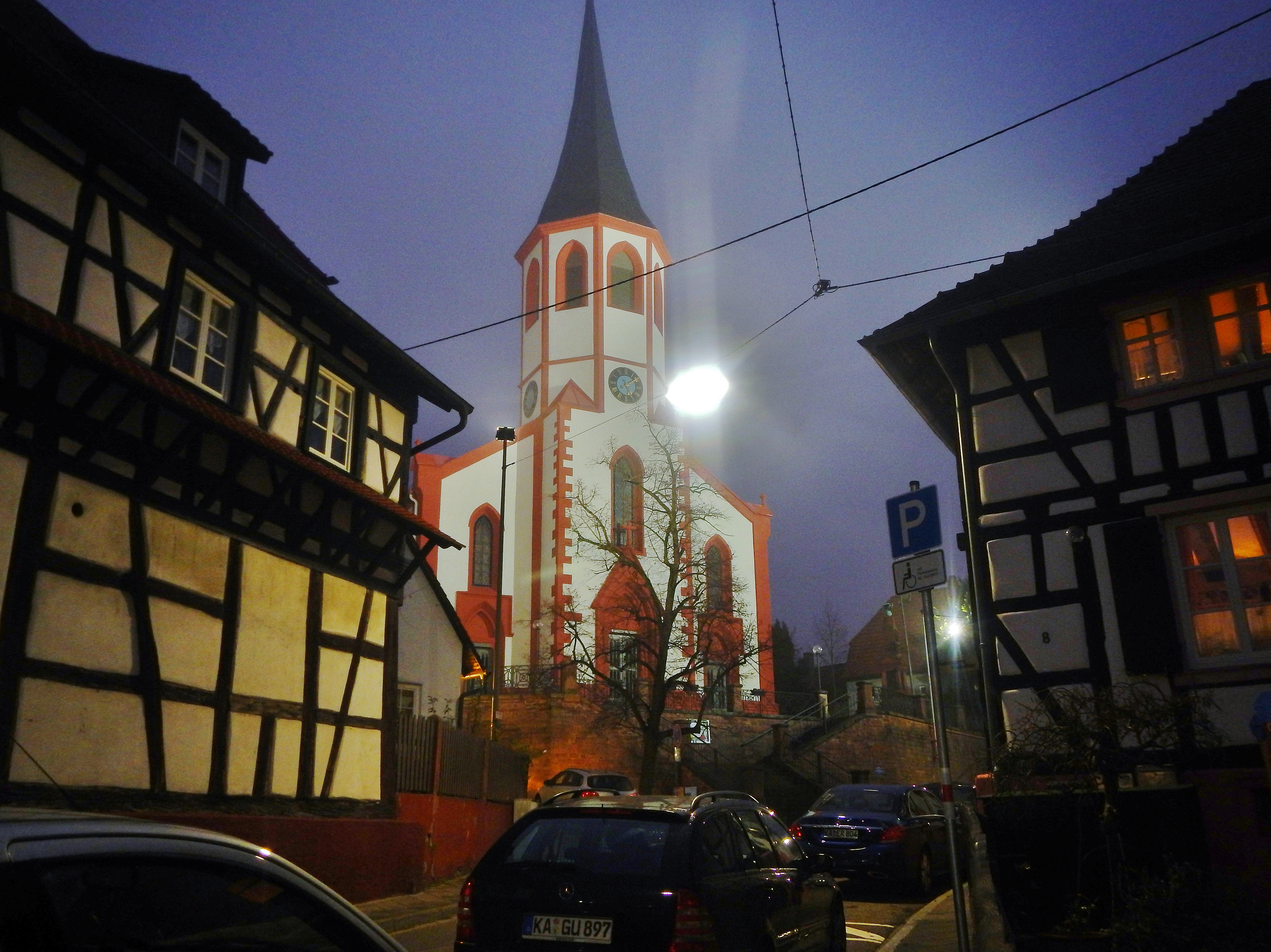
Knielinger Kirche

Die evangelische Knielinger Kirche ist die Pfarrkirche von Knielingen, einem Stadtteil von Karlsruhe in Baden-Württemberg. Das Bauwerk ist beim Landesamt für Denkmalpflege Baden-Württemberg als Baudenkmal eingetragen. Die Kirchengemeinde gehört zum Kirchenbezirk Karlsruhe und Durlach in der Evangelischen Landeskirche in Baden.

## Beschreibung
Die Saalkirche besteht aus einem Langhaus, einem eingezogenen, dreiseitig geschlossenen Chor im Osten mit der Sakristei an dessen Nordwand und einem Fassadenturm im Westen. Chor und Turm stammen vom spätgotischen Vorgängerbau, das 1689 zerstörte Kirchenschiff wurde 1700/02 nach einem Entwurf von Thomas Lefèbvre wiederaufgebaut. 1860 wurde erfolgte der Bau des jetzigen Langhauses im neugotischen Stil.
Der Innenraum des Langhauses ist mit einem offenen Dachstuhl überspannt. Seine Emporen stehen an drei Seiten auf hölzernen Stützen. Die Orgel wurde 1983 von Georges Heintz gebaut.